# Chronologie du graffiti
 (septembre 2021).
Ceci est une chronologie du graffiti
Antiquité - XVIIIe siècle - XIXe siècle - XXe siècle - XXIe siècle

## Antiquité
- VIIe siècle av. J.-C. : des graffiti de cette époque prouvent que des mercenaires grecs ont servi en Égypte
- 79 : la ville de Pompei est recouverte des cendres du Vésuve, ce qui conservera de nombreuses peintures mais aussi des centaines de graffitis.
- Tracé entre le Ier siècle et le IIIe siècle dans le palais impérial de Rome, le Graffiti d'Alexamenos est sans doute la plus ancienne représentation figurative de Jésus et de la Crucifixion. Il s'agit d'une caricature.

## XIIesiècle
Des graffitis, œuvres de graveurs effectuées juste avant la pose de l'enduit du décor peint sont fréquents, et redécouverts lors d'une restauration. Ceux de l’église de Moings sont exceptionnels avec sur la paroi nord les dessins très variés, avec des cavaliers, des paons, des écussons, des fleurs de lys et sur la paroi sud une scène de guerre.

## XVIIIesiècle
- XVIIIe siècle : les voleurs et les mendiants gravent ou dessinent sur les portes des maisons des indications codées, qui signalent à celui qui peut les déchiffrer ce qu'il trouvera dans la maison : personne seule, femme facile, sans intérêt, etc. Le premier recueil de ces signes date du XIXe siècle, en Allemagne. Cette pratique perdure.
- de 1780 à 1787 : Restif de la Bretonne écrit des épisodes de sa vie sur les parapets des ponts de l'Île Saint-Louis.

## XIXesiècle
- 1808 : Bonaparte ordonne la destruction de la Tour du Temple, qui avait servi de prison à la famille royale. On y relève un graffiti de Marie-Thérèse de France : « Marie-Thérèse-Charlotte est la plus malheureuse personne du monde. Elle ne peut obtenir de savoir des nouvelles de sa mère, pas même d'être réunie à elle quoiqu'elle l'ait demandé mille fois. Vive ma bonne mère que j'aime bien et dont je ne peux savoir des nouvelles. Ô Mon dieu, pardonnez à ceux qui ont fait mourir mes parents. Ô mon père, veillez sur moi du haut du Ciel. Ô mon Dieu, pardonnez à ceux qui ont fait souffrir mes parents. »
- 1843 : Dans La Revue des deux-mondes, Alfred de Musset publie le poème Le mie prigioni, dont l'inspiration lui est venue pendant un bref séjour en prison. Il y évoque les graffitis sur les murs. Lire le Le mie prigioni sur Wikisource
- années 1850 : sur les sites de Signature Rock et de Independence Rock, les pionniers qui suivaient la Piste Bridger, la Piste de Mormons et la Piste de l'Oregon ont laissé une trace de leur passage, généralement datée. Ces sites exceptionnels ont permis aux historiens d'en savoir plus sur le trajet exact de la Piste de l'Oregon.

## XXesiècle

### Années 1940
- 14 juillet 1941 : depuis Londres, l'ancien ministre belge Victor de Laveleye lance la « campagne des V » en demandant depuis Londres à ses compatriotes de graffiter des "V" partout où ils le peuvent. V pour "victoire" mais aussi pour Vrijheid ("liberté"). Le succès dépasse de loin les frontières de la Belgique et des petits "V" sont gravés, peints ou dessinés dans toute l'Europe. Le principe sera repris après-guerre, dans l'Espagne de Franco, où l'on pourra lire des "P", pour "protester". Voir aussi : V pour Vendetta.
- 1944 : après le débarquement, alors que les troupes alliées progressaient, avec difficultés, vers Paris, et avaient la surprise d'avoir été précédés par un soldat Kilroy, qui écrivait aux endroits les plus inaccessibles et les plus dangereux, « Kilroy was here » (Kilroy était là). Très vite, "Kilroy" est devenu un nom collectif et mythique, des dizaines de soldats se sont mis à signer pour lui.

### Années 1950
- 1952: Guy Debord inscrit le graffiti « Ne travaillez jamais », citant Arthur Rimbaud[1],[2].

### Années 1960
- 1960 : sortie du livre « Graffiti », par le photographe Brassaï, éd. Le Temps, compilant 30 ans de photographie de graffitis.
- 1963 : Gerard Zlotykamien commence à peindre dans les rues ses « éphémères », des silhouettes inspirées par les ombres laissées sur les murs par la population d'Hiroshima après l'explosion de la bombe atomique. Zlotykamien cesse les éphémères en 2003.
- Fin des années 1960 : les premiers tags, signés Cornbread et Cool Earl, apparaissent à Philadelphie.
- pochoir d'Ernest Pignon-Ernest sur le plateau d'Albion, dans le Vaucluse, en réponse à l’installation de la frappe nucléaire française sur ce territoire.
- 1969 et années suivantes : début du graffiti à New York, avec Taki 183, Frank 207, Phase 2, Barbara 62 et Eva 62, Stay High 149, Joe 136, Julio 204 et des dizaines d'autres.

### Années 1970
- 21 juillet 1971 : Taki 183 est interviewé par le New York Times.
- 1972 : première exposition d'art consacrée aux graffiti-artistes, à la Razor Gallery de New York. Les artistes sélectionnés par le sociologue Hugo Martinez et les United Graffiti Artists étaient Phase 2, Mico, Coco 144, Pistol, Flint 707, Bama, Snake et Stitch 1
- 1972 : John Lindsay, maire de New York, déclare la guerre aux graffitis, mais des graffiteurs de l'époque se rappellent que, malgré tout, les trains peints sous le mandat de ce maire parcouraient la ville pendant des années.
- mars 1973 : dans le New York Magazine, un article de Richard Goldstein intitulé The Graffiti hit parade évoque le potentiel artistique du graffiti.
- 1974 : Avec des auteurs tels que Tracy 168, Cliff 159 ou Blade, les graffitis new-yorkais se compliquent et gagnent des décors, des fonds, des personnages. Les premiers wagons intégralement peints commencent à se montrer.
- 1974 : Un homme qui se dit artiste peint à la bombe « Kill lies all » sur le Guernica de Pablo Picasso, au Museum of Modern Art de New York et afin de protester contre le massacre de Mỹ Lai. L'artiste, un iranien nommé Tony Shafrazi, qui a affirmé que son action n'était pas du vandalisme mais une complétion du tableau, deviendra plus tard un important marchand d'art américain, qui représentera d'ailleurs plusieurs artistes liés au graffiti : Keith Haring, Jean-Michel Basquiat ou encore Kenny Scharf.
- 1975-1977 : on s'accorde en général à considérer ces deux années comme les plus prolifiques de l'histoire en termes de graffitis dans le métro de New York : les divers principes créatifs étaient arrivés à maturité, le nombre de graffiteurs ne cessait d'augmenter, mais la réponse du Metropolitan Transportation Authority (MTA) était bien trop molle pour endiguer le phénomène.
- 1976 : Jean Baudrillard publie un essai consacré au graffiti, Kool-Killer ou l’insurrection par les signes (in: L'échange symbolique ou la mort, Gallimard)
- 1979 : Premières interventions d'Epsylon Point à la bombe aérosol, dans les rues de Dijon.

### Années 1980
- 1980 : exposition New York New Wave organisée par Diego Cortez au centre d'art P.S.1 (Moma) à New York. Des artistes installés tels que Andy Warhol y côtoient des graffiti-artists tels que Seen ou des peintres inspirés par cette culture tels que Jean-Michel Basquiat.
- 1981 : ouverture à New York des galeries Fashion Moda (3e avenue, dans le Bronx) et Fun Gallery (East Village), toutes deux consacrées à la promotion d'artistes issus du graffiti.
- 1981 : Futura 2000 sur scène avec le groupe Clash, il peint en live au fond de la scène. Ils passent à Paris au théâtre Mogador en septembre 1981.
- 28 octobre 1981 : premier article consacré au graffiti new-yorkais dans la presse française. L'article « American Graffiti : Tag » est signé Pascaline Cuvelier, dans Libération.
- 1981 : premiers pochoirs de Blek le Rat à Paris.
- 1982 : sortie du film « Wild Style » (Charlie Ahearn), qui met en scène Lee Quinones et Lady Pink. Le documentaire « Style Wars » présente de nombreux artistes et met particulièrement en valeur Seen, Kase 2 (un graffiti-artist manchot), Dondi White ainsi que Cap, un graffiteur spécialisé dans le vandalisme des travaux des autres graffiteurs.
- 1982 : premiers pochoirs de Jef Aérosol à Tours.
- 1982 : la première exposition de Keith Haring a lieu, à la galerie Tony Shafrazi
- 1982 : Bando importe le graffiti new-yorkais à Paris. Spirit, dès 1979, tague Attica puis Panzer ou La Bande à Bonnot, son groupe de Punkrock, puis fonde le premier crew : les Paris City Painters avec Jean-Baptiste Pontecorvo (Blitz) et Asphalt, ils se renommeront La Force Alphabétick. Cette primeur peut être disputée avec Epsylon Point : un peintre original, street-artist avant la lettre et n'ayant jamais eu peur de mélanger les techniques et les cultures : pochoiriste, graffiteur "new-yorkais", peintre plus traditionnel, (de E. : « J'ai commencé à peindre à la bombe en 79 à Dijon, puis à Montpellier, avant de revenir à Paris en 1981 »[réf. nécessaire])
- 1982 : Placardage sauvage dans le quartier beaubourg par la groupe Dix 10 d'une vingtaine d'affiches originales peintent à l'occasion de leur exposition "Le premier supermarché d'art" qui commence le mois suivant à l'Atelier-Galerie 74, 74 rue de la Verrerie à Paris. Ils participent aussi bien des années plus tard à la série d'affichages connue sous le nom de "Une nuit".
- 1983 : débuts à Paris de Saho, Skki, Blitz, TDK. Les premiers groupes sont le Bomb Squad 2, les Paris City Painters, le Bad Boys Crew et les U3 (Ugly 3). La plupart des premiers graffiteurs sont des parisiens des beaux quartiers, le mouvement mettra des années avant d'atteindre les cités[3]
- printemps 1983 : Blitz, Asphalt et Spirit peignent un métro parisien. C'est une première. Le second sera peint par Blitz, Asphalt et Saho[4]. D'autres sources attribuent la primeur au groupe U3 (Ugly 3) formé de Dee Nasty (Speedy), Popcorn (Colt) et Webo, mais il est difficile de trancher, car la RATP, vraisemblablement pour ne pas encourager les vocations, laissait systématiquement au garage les rames peintes, celles-ci ont donc rarement été vues.
- 1983 : formation du groupe VLP (Vive La Peinture). Ces 3 étudiants en art qui se sont rencontrés lors d'interventions dans les Catacombes de Paris vont prendre d'assaut les palissades des chantiers autour des Halles et du Louvre, les recouvrant de personnages issus du croisement de l'expressionnisme et de la BD, dans des couleurs criardes  hyper-vitaminées.
- 1983 : sortie du documentaire « Style Wars » (Henry Chalfant/Tony Silver), où apparaissent des graffiti-artists tels que Seen, Dondi White, Kaze 2, Daze, Iz the Wiz, etc.
- 1983 : ouverture de la galerie de Sidney Janis (57e rue, New York), consacrée au graffiti. Sidney Janis, né en 1896 et décédé en 1989, était un collectionneur d'art "primitif" américain depuis le début des années 1940.
- 1984 : sortie du livre « Subway Art », par Henry Chalfant et Martha Cooper. Ce sera la bible des amateurs de graffiti "new-yorkais"
- 1984 : à Paris, le nombre de graffeurs augmente. Aux groupes historiques (Bomb Squad-2, BBC, PCP, U3) s'ajoutent notamment les Chrome Angels (TCA), les Twilight Zone Crew (TZC), les Renegade Painters (TRP), les Crime Time Kings (CTK), parfois composés de membres des groupes prééxistants, augmentés des signatures de Kaya, Master Boo, Phil1, Shaker, Kamel, Fresh, Lokiss, Scipion, Irus, Kenrock, Froggy, Doc, Chino, Kathe 68, Skey, Wizard, San, Spray, Bobo, Fred, Risk, Megaton[5].
- 1984 : La RATP embauche le graffeur Futura 2000 pour sa campagne "Ticket chic, ticket choc" (des affiches détournées à la bombe)
- 1984 : La galerie Tony Shafrazi expose Kenny Scharf.
- 1984 : l'exposition Arte de Frontiera - NY Graffiti, organisée par la galerie d'Art Moderne de Bologne (et qui voyagera à Milan) propose au public européen une sélection d'artistes "post-graffiti" : Basquiat, Haring, Quinones, Lady Pink (associée à la plasticienne Jenny Holzer), Zephyr, Daze, Rammellzee, A-One, etc.
- 1984 : On commence à parler de Post-graffiti, et c'est le titre d'une exposition à la galerie de Sidney Janis.
- 1984 : Les Frères Ripoulin exposent à la Galerie du Jour/Agnès b.
- 1985 : Les VLP (Vive La Peinture) organisent à Bondy (Seine-Saint-Denis) le long du canal de l'Ourcq, le premier rassemblement international de fresquistes, graffitistes et peintres de rue. Les murs et ponts sont recouverts sur plusieurs kilomètres.
- 1985 : Les Frères Ripoulin exposent à la Galerie Tony Shafrazi, à New York. C'est un premier lien véritable entre Paris et New York.
- 1985 : ente le 5/11/1985 et le 8/11/1985, France Culture consacre une série de quatre émissions (deux heures et demie en tout) au Street art naissant. On y entend les VLP, Gérard Zlotykiamen, Blek le Rat, Miss.Tic, Jérôme Mesnager, Epsylon Point, etc. La culture Hip-Hop est représentée, avec Spray et Won, du groupe TZC[6].
- 1985 : sortie du livre de D. Riout, D.Gurdjian, J.-P. Leroux, « Le livre du graffiti » aux éditions Alternatives.
- 1986 : sortie des premiers livres consacrés au pochoir de rue, Vite Fait / Bien Fait aux éditions Alternatives (le titre et l'image de couverture sont de Jef Aérosol) et Pochoir à la une aux éditions Parallèles[7].
- 1986 : première exposition consacrée au pochoir à la Galerie du Jour d'Agnès B. (Paris)
- 14 janvier 1986 : première interview de graffiti-artists « hip hop » français, par Le Matin : Lokiss, Scipion, Saho, Skki et JayOne.
- 1987 : ouverture du musée du graffiti ancien à Verneuil-en-Halatte (Oise)
- 1987 : sortie du livre « Spraycan Art », par Henri Chalfant et James Prigoff. Ce livre est important car il est le premier à montrer que le graffiti existe hors de New York, il traite d'autres villes américaines mais aussi de Paris, Barcelone, Amsterdam, Londres, ...
- 1988 : c'est, selon le sociologue Alain Vulbeau, l'année où les "tags" sont devenus insupportables pour la population parisienne : les articles des journaux n'en parlent en effet plus de manière bienveillante, dans l'opinion publique le vandalisme urbain a pris le pas sur l'art de rue.
- 1988 : Docter crée le groupe Terrorist Art System (TAS) à Saint Quentin en Yvelines, France, banlieue de Versailles, avec Doger, Edge, Monzon, Onyx, Snooker et Trisk.
- 1989 : le dernier wagon graffité est mis au garage par la Metropolitan Transportation Authority à New York, achevant avec succès une campagne de 5 ans destinée à éradiquer le graffiti dans le métro de la ville. Cette campagne a coûté environ 250 millions de dollars.
- 1989 : Azot, Mad, Jenlain, Monzon et Snooker commencent les pochoirs dans la ville de Saint Quentin en Yvelines, France. Ils intègrent tous les membres du groupe TAS qui devient ainsi le premier groupe de graffiti alliant graffiti nord américain et graffiti ouest européen ainsi que le groupe de graffiti comportant le plus grand nombre de pochoiristes. Monzon et Snooker sont des tagueurs qui se mettent aux pochoirs et Azot, Jenlain et Mad sont des pochoiristes qui se mettent aux tags.
- 1989 : Monzon crée le pochoir hip-hop, faisant ainsi le lien entre les graffiti d'origine ouest européenne et plus particulièrement anglaise et punk (pochoirs) et les graffiti d'origine nord américaine et rock (tags et graffs). Ces pochoirs se caractérisent par l'utilisation des lettrages, et/ou une signature, un groupe de référence et l'aérosol comme symbole au lieu du rat cher aux punks.
- 1989 : Monzon et Mad TAS élaborent le premier pochoir free style.

### Années 1990
- 30 avril 1991 : premier tag de la station parisienne de métro Louvre-Rivoli réalisé par STEM, OENO et GARY. L'image de copies de statues antiques taguées fera le tour du monde et choquera beaucoup l'opinion publique.D'autant plus qu'une exposition a lieu au méme moment:Graffiti Art, artistes Français et Américains organisée au Musée des Monuments Français (actuelle Cité de l'Architecture située au Trocadéro Paris 75016). Cette exposition qui se voulait didactique est encouragée par le Ministre de la Culture d'alors : Jack Lang. C'est à cette occasion que les graffiti artistes New-Yorkais A.One, Sharp et Toxic, invités par le ministère de la Culture dans le cadre de l'exposition, s'installeront à Paris et influenceront les graffiti artistes Français peignant aussi en atelier comme la Force Alphabétick, Basalt ou les BBC.
- 17 décembre 1991 : les tagueurs du métro Louvre-Rivoli sont invités à réaliser une performance sous le patronage du Ministère de la Culture à l'exposition ART CO'91 organisée à la Grande Arche de la Défense. C'est la première reconnaissance officielle de Jack Lang et du Ministère de la Culture affirmée publiquement au mouvement du graffiti français.
- 1992 (?) une publicité de la RATP montrant un tag de Megaton avertit : bien que nos galeries soient les plus fréquentées, certains modes d'expression n'y auront plus leur place.
- 12 janvier 1992, la station de métro Louvre-Rivoli est une nouvelle fois vandalisée. Une partie de l'opinion publique s'émeut du soutien officiel dont a bénéficié le mouvement des tagueurs quelques semaines seulement auparavant.
- 18 janvier 1992, le Figaro magazine titre Tags : ras-le-bol et pointe du doigt la bienveillance de Jack Lang à l'égard du graffiti.
- 25 février 1992 : lors d'un point presse, Jacques Chirac, maire de Paris, propose de réglementer la vente des bombes de peinture.
- mars 1992 : à Bruniquel (Tarn-et-Garonne), des scouts (éclaireurs de France) engagés dans une opération de dépollution, effacent des peintures rupestres datant de l'ère Magdalénienne (~15 000 ans) en croyant nettoyer des graffitis.
- 1993 : Monzon TAS est le premier à investir les tunnels du métro de Bruxelles. Il y fait les premiers tags, les premiers flops, le premier lettrage et le premier pochoir.
- 1993 : Les TAS Spootnik, Supé, Same, Monzon, Snooker et Miss TootyII effectuent la première virée dans les tunnels du métro de Bruxelles. Le plus jeune, Supé, 13 ans, se fait attraper, après une course poursuite sur trois stations.
- 1996 : la société Keep America Beautiful, Inc. et la compagnie Sherwin-Williams (fabriquant des bombes de peinture Krylon, légendaires dans le monde du graffiti) lancent un programme anti-graffiti : Graffiti Hurts (le graffiti fait mal).
- 1996 : Monzon TAS monte la première association de graffiti de Belgique : Estampe 51.
- 1999 : Prise en flagrant délit à la suite de la plainte du propriétaire d'un mur, Miss.Tic est condamnée à une amende de 22 000 Francs et à des dommages et intérêts.
- 1999: un sondage réalisé pour la S.N.C.F. (Société nationale des chemins de fer français fait état d'une opinion majoritaire contre les tags et graffiti qui sont associés à l'insécurité. Au même moment, en France, ce sont les émeutes en banlieue et à Paris au sein même des manifestations étudiantes. L'insécurité est ressentie partout et par n'importe quel signe... Ce sondage sera donc le prétexte ou la raison, c'est selon, pour le procès que va engager la S.N.C.F. pour la censure des graffitis dans les magazines.
- 1999 : Estampe 51 asbl organise la première exposition de pochoirs hip-hop du monde à la Boutique culturelle d'Anderlecht, Bruxelles.
- 2000 : les VLP (Vive La Peinture) collent Zuman Kojito sur les murs de Paris. Personnage de 2 mètres de haut, peint sur papier, il est surmonté d'une bulle où l'on peut lire ses pensées ( "J'existe", "Je résiste", "Je suis un morceau d'utopie" etc. )

## XXIesiècle

### Années 2000
- 2001 : Agissant sous commission rogatoire et à la demande des services de transport urbain (SNCF / RATP principalement) la PAF procède aux premières interpellations de l'ensemble des groupes. Concernés par cette instruction judiciaire de masse qui se veut exemplaire, les groupes :  CLM, LT27, T?C, C4, 1K, OBK, UV, TPK se font interpeler * lesdites dégradations ou détériorations ont été commises en réunion... ». Le procès durera 11 ans  ...
- 2001 : ouverture à Paris de la Speerstra Gallery, dédiée au graffiti. Willem Speerstra vend, collectionne et expose le genre graffiti depuis 1990 avant de s'être décidé à ouvrir un espace à son nom. (En 2007, la galerie déménage en Suisse.)
- 2003 : la SNCF attaque en justice les magazines Graff'it !, Graff Bombz et Mix Grill, qu'elle accuse d'encourager le phénomène graffiti sur ses supports en la publication de photographies. Déboutée en première instance, la SNCF fait appel...
- 17 février 2006 : sortie du jeu vidéo d'aventure Marc Ecko's Getting Up: Contents Under Pressure par l'éditeur Atari. Le héros est un graffiteur, qui plus est, vandale et violent. Le jeu a été réalisé avec les conseils de nombreuses célébrités du genre, qui ont reçu, elles, compensation (Futura 2000 par exemple).
- 2006 : Monzon TAS sort les premiers timbres de graffiti d'Europe, l'un avec son tag, l'autre avec son logo.
- 2006 : l'asbl Estampe 51 élabore les premières revendications politiques du Mouvement graffiti et les diffusent via l'exposition "D'une Citoyenneté à l'Autre" organisée dans les locaux d'Infor Femmes asbl, à Anderlecht, Bruxelles. Le graffiti peut désormais se présenter comme un mouvement social dans le sens que Touraine lui donne.
- Fin septembre 2006 : La SNCF perd le procès en appel qu'elle avait intenté aux magazines Graff'it !, Graff Bombz et Mix Grill. Les journaux, galeries, et consorts conservent le droit de montrer et diffuser des photos de Graffiti mêmes vandales étant donné le fait que ceux-ci n'ont pas pour fin d'encourager à la dégradation mais bien de le relayer, avec la possibilité que ce soit un Art pour le public qui les regardent.

À ce même moment, La Galerie Speerstra et la Maison d'édition Graff It Productions organisent une exposition et publient un livre (après le fameux ouvrage "Subway Art") où Henry Chalfant présente au grand public une série de métros new-yorkais graffés inédits, datée de 1979 à 1984.
- 2007 : la toile de Jonone, Balle de Match, atteint, 24 800 € et devient la toile de graffiti la plus chère de France[8].
- 2008 : la toile « Beyond the wall » de  Steve Osborn, atteint en salle de vente le montant de 30 000 €[9].
- 2009 : du 27 mars au 3 mai, Exposition Le Tag au Grand Palais, La collection Gallizia, 300 œuvres des plus grands graffeurs internationaux. Le Ministre de la Culture, Renaud Donnedieu de Vabres, ouvre quant à lui, les portes du Grand Palais de Paris à la culture Hip-Hop.
- Exposition à la Fondation Cartier retraçant l'histoire du graffiti.

### Années 2010
- 2010 : 13, 14 et 15 février, Exposition-Vente "T.A.G. Les lettres de noblesse" au Palais de Tokyo, 5 000 visiteurs en deux jours[réf. nécessaire]. Les œuvres exposées ont été vendues le lundi 15 février par la société Pierre Bergé & Associés au profit de l’association SOS Racisme. Le record[C'est-à-dire ?] a été obtenu par une toile de Taki 183. Speedy Graffito vend chez Artcurial une toile, Mandala, 35 200 €.
- 2010 : Fin novembre, sortie du premier ouvrage photo sur le graffiti d'Ile-de-France, entièrement auto-produit et auto-distribué, pour des graffeurs, fait par des graffeurs - PARIS CITY Graffiti éditions DA REAL (auteur : COMER )
- 2011: la toile de Seen Splash Seen atteint 31 000 € chez Artcurial[8].
- 2012: Seen vend la toile de graffiti la plus chère du monde, SupermanWho, à 92 000 € en février 2012[10] et bat son propre record, Silver Surfer Destiny, en avril 2012, adjugée à 115 000 €[11].
- 2013: la Rolls Royce d'Éric Cantona customisée par JonOne est vendue chez Artcurial pour 125 000 € au bénéfice de la Fondation Abbé-Pierre. La toile de Banksy, Flying copper atteint  elle, 113 000 €.